# Itabira
Itabira – miasto we wschodniej Brazylii, w stanie Minas Gerais, w paśmie górskim Serra do Espinhaço.
Liczba mieszkańców w 2003 roku wynosiła ok. 98 tys.
Miasto słynie z wydobycia rud żelaza.
W mieście ma siedzibę klub piłkarski Valeriodoce EC.